# قائمة المجازر في فلسطين
قائمة المجازر في فلسطين: هي المجازر التي حدثت بحق الشعب الفلسطيني على امتداد التاريخ في "فلسطين"، وهي اسم يطلق على المنطقة الجغرافية بين البحر الأبيض المتوسط ونهر الأردن، والأراضي المجاورة.

## مجازر حدثت قبل الانتداب البريطاني على فلسطين
هي المجازر التي حدثت قبل الانتداب البريطاني على فلسطين هي المجازر التي حدثت بحق الشعب الفلسطيني على أرض فلسطين على امتداد التاريخ قبل الانتداب البريطاني على فلسطين.
| مسلسل | الاسم                | التاريخ       | المكان              | المنفذ                       | الخسائر                                              | ملاحظات                                           |
| ----- | -------------------- | ------------- | ------------------- | ---------------------------- | ---------------------------------------------------- | ------------------------------------------------- |
| 1     | الغزو الساساني للقدس | 614 م         | القدس               | الجيش الفارسي بقيادة شهربراز | 66,509                                               | قُتل المسحيين على يد الفارسيين                     |
| 2     | ثورة اليهود ضد هرقل  | 625 م         | ضواحي القدس والجليل | المسيحيون البيزنطيون         | عدد غير معروف من اليهود                              | أنهت المجرزة بقيادة هرقل الوجود اليهودي في فلسطين |
| 3     | حصار القدس           | 15 يوليو 1099 | القدس               | الصليبيون الأوروبيون         | أكثر من 10,000 قتيل من المسلمين، واليهود، والمسيحيين | ذبح السكان، وتأسيس مملكة بيت المقدس               |

## مجازر حدثت أثناء الانتداب البريطاني على فلسطين
هي المجازر التي حدثت أثناء الانتداب البريطاني على فلسطين مجازر ارتكبتها الصهيونيون بحق الشعب الفلسطيني على أرض فلسطين على امتداد التاريخ أثناء الانتداب البريطاني على فلسطين في فلسطين التاريخية.

| مسلسل | اسم المجزرة      | التاريخ        | المنفذ          | الموقع                                              | الأحداث |
| ----- | ---------------- | -------------- | --------------- | --------------------------------------------------- | --- |
| 1     | مجزرة حيفا       | 6 مارس 1937    | الإتسل وليحي    | سوق حيفا                                            | في السادس من مارس عام 1937، ألقى أفراد الإتسل وليحي قنبلة على سوق حيفا، مما أدى إلى وفاة 18 مواطناً عربياً، وأُصيب 38 آخرين بجراح.                                                                       |
| 2     | مجزرة القدس      | 6 ديسمبر 1937  | الإتسل          | سوق الخضار بالقدس                                   | في السادس من ديسمبر عام 1937، ألقى أحد عناصر منظمة الإتسل الصهيونية قنبلة على سوق الخضار المُجاور لبوابة نابلس في مدينة القدس، مما أدى إلى وفاة عشرات من المواطنين العرب، وإصابة الكثيرين بجراح،       |
| 3     | مجزرة حيفا       | 6 يوليو 1938   | الإتسل          | سوق حيفا                                            | في السادس من يوليو عام 1938، فجر أفراد منظمة الإتسل الصهيونية سيارتين ملغومتين في سوق حيفا مما أدى إلى وفاة 21 مواطنًا عربيًا، وجُرح 52 آخرين،                                                           |
| 4     | مجزرة حيفا       | 6 يوليو 1938   | الإتسل          | مساجد مدينة القدس                                   | ألقى أحد أفراد منظمة الإتسل قنبلة يدوية أمام مساجد مدينة القدس أثناء خروج المُصلين، مما أدى إلى وفاة جراء ذلك 10 مواطنين، وأُصيب آخرون بجراح،                                                           |
| 5     | مجزرة القدس      | 13 يوليو 1938  |                 | سوق الخضار في القدس                                 | توفي 10 من العرب، وجُرِحَ آخرون في انفجار مروع في سوق الخضار العربي في القدس القديمة، |
| 6     | مجزرة القدس      | 15 يوليو 1938  | الإتسل          | السوق العربية في مدينة حيفا                         | انفجرت سيارة ملغومة، وضعتها منظمة الإتسل توفي نتيجة ذلك 35 مواطنًا، وجُرِحَ 70 آخرين، |
| 7     | محزرة حيفا       | 25 يوليو 1938  | الإتسل          | أحد أسواق حيفا                                      | ألقى أحد أفراد منظمة الإتسل قُنبلة يدوية، توفي نتيجة ذلك 47 شخصًا، |
| 8     | مجزرة القدس      | 26 يوليو 1938  | الإتسل          | سوق القدس العربية                                   | ألقى أحد أفراد منظمة الإتسل قُنبِلة يَدَوِيَة، توفي نتيجة هذا الانفجار 34 شخصًا، وجرح 35 شخصًا، |
| 9     | مجزرة حيفا       | 27 مارس 1939   | الإتسل          | حيفا                                                | فجرت منظمة الإتسل قنبلتَيْن، توفي على أثرهما 39 شخصًا، وجُرِحَ 27 آخرين، |
| 10    | مجزرة بلد الشيخ  | 12 يونيو 1939  | الهاجاناه       | بلد الشيخ. قرية تقع في الجنوب الشرقي من مدينة حيفا  | هاجمت الهاجاناه بلد الشيخ، واختطفت خمسة من سكانها ثم قتلتهم، |
| 11    | مجزرة حيفا       | 19 يونيو 1939  | جماعة من اليهود | أحد أسواق مدينة حيفا                                | أُلقيت قنبلة يدوية في أحد أسواق حيفا، توفي على إثرها 9 أشخاص وأُصيبَ 4 آخرون، |
| 12    | مجزرة حيفا       | 20 يونيو 1947  | الإتسل وليحي    | سوق حيفا                                            | وضع أفراد من منظمتي الإتسل وليحي قنبلة أحد صناديق الخضار، وأدى انفجارها إلى وفاة 78 عربيًا وإصابة 24 آخرين،                                                                                            |
| 13    | مجزرة العباسية   | 13 ديسمبر 1947 | الإتسل          | قرية العباسية شرق يافا                              | شنت الإتسل هجومًا على قرية العباسية، وبدأت في إطلاق النار على بعض السكان مما أدى إلى وفاة 9 عرب وإصابة 7 آخرين،                                                                                        |
| 14    | مجزرة الخصاص     | 18 ديسمبر 1947 | البالماخ        | قرية الخصاصإحدى قُرى قضاء صفد الواقعة في شمال فلسطين | شنت قوة البالماخ هجومًا على قرية الخصاص التي تقع في الجُزء الشمالي من سهل الحولة مما أسفر عن وفاة عشرة أشخاص،                                                                                           |
| 15    | مجزرة باب العمود | 29 ديسمبر 1947 | الإتسل          | باب العمود أحد أبواب القدس                          | قامت الإتسل بهجوم باستخدام برميل متفجرات مما أسفر عن وفاة 14 عربيًا وإصابة 27 آخرين، وقد أعادت الأرغون الكرة مرة أخرى في اليوم التالي أي في 30 ديسمبر 1947 مما أدى إلى وفاة ومقتل 11 عربيًا وبريطانيَيْن، |
| 16    | مجزرة القدس      | 30 ديسمبر 1947 | الإتسل          | القدس                                               | ألقت جماعة من أفراد عصابة الإتسل قنبلة من سيارة تسير مسرعةً في القدس مما أسفر عن انفجارها إلى وفاة 11 عربيًا،                                                                                           |
| 17    | مجزرة الشيخ بريك | 31 ديسمبر 1947 | البالماخ        | بلد الشيخ قرية تقع على جبل الكرمل                   | هاجمت قوة من البالماخ قرية بلد الشيخ مما أدى إلى وفاة 60 شخصًا، وفقًا للمصادر الإسرائيلية |